# Stibiocolusit
Stibiocolusit ist ein sehr selten vorkommendes Mineral aus der Mineralklasse der Sulfide und Sulfosalze. Es kristallisiert im kubischen Kristallsystem mit der chemischen Zusammensetzung Cu26V2( Sb,Sn,As)6S32 und bildet bis zu 40 μm große rundliche Körner von dunkelgrauer Farbe.

## Etymologie und Geschichte
Das Mineral wurde erstmals 1992 von E.M. Spiridonov, A.S. Badalov und V.V. Kovachev in der Khayragatsch-Goldlagerstätte im Tschatkal- und Quramagebirge (östliches Usbekistan) sowie der Chelopech-Au-Cu-Mine bei Panagjurischte in Bulgarien gefunden. Sie benannten es nach der Ähnlichkeit zum Mineral Colusit sowie dem enthaltenen Element Antimon (lat. stibium).

## Klassifikation
In der Systematik nach Strunz wird Stibiocolusit zu den Metallsulfiden mit einem Verhältnis von Metall zu Schwefel, Selen oder Tellur von 1:1 gezählt. Nach der 8. Auflage bildet dabei zusammen mit Colusit, Germanit, Maikainit, Morozeviczit, Germanocolusit, Ovamboit, Polkovicit, Renierit, Nekrasovit, Sulvanit und Vinciennit eine Gruppe. In der 9. Auflage bildet es mit Colusit, Germanit, Maikainit, Germanocolusit, Ovamboit und Nekrasovit eine Untergruppe der Sulfide mit Zink, Eisen, Kupfer oder Silber.
In der Systematik nach Dana bildet es mit Colusit, Germanocolusit und Nekrasovit die Colusitgruppe, eine Untergruppe der Sulfosalze  mit der Zusammensetzung (A+)i (A2+)j [By Cz] (A: Metalle, B: Halbmetalle, C. Nichtmetalle) und dem Verhältnis von z/y > 4.

## Bildung und Fundorte
Stibiocolusit bildet sich in goldhaltigen Quarz-Sulfid-Adern. Es ist vergesellschaftet mit Nekrasovit, Mawsonit, Luzonit, Enargit, Bornit und Goldfieldit. 
Vom sehr seltenen Mineral sind nur drei Fundorte (Stand Juli 2010) bekannt. Neben den beiden Typlokalitäten fand man Stibiocolusit nur noch in der Nähe von Sapporo in Japan.

## Kristallstruktur
Stibiocolusit kristallisiert im kubischen Kristallsystem in der Raumgruppe {\displaystyle P{\bar {4}}3n} mit dem Gitterparameter a = 10,705 Å sowie einer Formeleinheit pro Elementarzelle.